# 小松島駅
小松島駅（こまつしまえき）は、かつて徳島県小松島市小松島町に存在した日本国有鉄道（国鉄）小松島線の駅である。

## 歴史
- 1913年（大正2年）4月20日：阿波国共同汽船の駅として開業。同時に国鉄が借上げ、小松島軽便線として営業[2]。
- 1917年（大正6年）9月1日：阿波国共同汽船国有化。
- 1922年（大正11年）9月2日：路線名改称により小松島線の駅となる。
- 1940年（昭和15年）3月15日：構内に小松島港仮乗降場設置（事実上の延伸）。
- 1950年（昭和25年）3月30日：昭和天皇の戦後巡幸に伴い阿波池田駅発、小松島駅着のお召し列車が運転[3]。
- 1984年（昭和59年）2月1日：貨物および荷物扱い廃止[2]。
- 1985年（昭和60年）3月14日：小松島線廃線により廃止[2]。

## 廃止時の駅構造
単式ホーム2面2線を有し、うち1線は構内の中田方で分岐して小松島港仮乗降場に至る線路であった。このほか、構内に小松島客貨車区（電略：四コマ）および徳島気動車区小松島支区があり、多くの側線を有した。また、大阪・和歌山への汽船・フェリーとの連絡のため小松島港に設けられた小松島港仮乗降場は当駅の構内であり、営業キロは当駅までのキロ数（当駅と仮乗降場間の実キロは、0.3 km）であった。なお、小松島港仮乗降場は単式ホーム1面に機回し線を有していた。

## 廃止時の駅周辺
駅は小松島市の中心部に近い住宅地の中にあったが、牟岐線の南小松島駅と比べると周囲はやや寂しい感じであった。

## 現況
駅跡地は、小松島ステーションパークとなり、C12形蒸気機関車と50系客車を展示したSL記念広場などがある。ただしSL広場付近は操車場の跡地であり、駅舎やホームは小松島みなと合同庁舎が現在建っている付近にあった。1992年（平成4年）には、小松島市立図書館が隣接して整備された。
- 日本郵便金長だぬき郵便局

## 隣の駅
日本国有鉄道（国鉄）
小松島線
中田駅 - 小松島駅 - 小松島港仮乗降場